# Maria Kazanecka
Maria Jolanta Kazanecka-Górecka, później Bajka (ur. 29 sierpnia 1955 w Poznaniu) – polska kajakarka, medalistka mistrzostw świata, olimpijka z Montrealu 1976.
Zawodniczka klubu Posnania Poznań. Mistrzyni Polski w roku 1979 w konkurencji K-2 na dystansie 500 metrów i 1000 metrów.
Brązowa medalistka mistrzostw świata w roku 1975 w konkurencji K-2 na dystansie 500 metrów (partnerką była Katarzyna Kulczak). Uczestniczka mistrzostw świata w roku 1977 w konkurencji K-4 na dystansie 500 metrów (5. miejsce) i w konkurencji K-2 na dystansie 500 metrów (6. miejsce) oraz mistrzostw w roku 1978 w konkurencji K-4 na dystansie 500 metrów (6. miejsce).
Na igrzyskach olimpijskich w 1976 roku w Montrealu wystartowała w konkurencji K-2 na dystansie 500 metrów (partnerką była Katarzyna Kulczak). Polska osada zajęła 6. miejsce.
Była żoną olimpijczyka Kazimierza Góreckiego.